# Dietwil
Dietwil (schweizertyska: Dietel) är en ort och kommun i distriktet Muri i kantonen Aargau, Schweiz. Kommunen har 1 445 invånare (2023).